# Rudinská
Rudinská – wieś (obec) w północnej Słowacji, w powiecie Kysucké Nové Mesto, w kraju żylińskim. Po raz pierwszy wzmiankowana w 1598 roku jako Rudniczka Walachorum.